# Declaração da Maioridade
A Declaração da Maioridade de Pedro II, também referida na História do Brasil como Golpe da Maioridade, ocorreu em 23 de julho de 1840 com o apoio do Partido Liberal e pôs fim ao período regencial brasileiro. Os liberais agitaram o povo, que pressionou o Senado para declarar o jovem Pedro II maior de idade antes de completar 15 anos. Em 1834, o Parlamento Português já havia declarado maioridade para uma irmã de Pedro II, no caso, foi Maria II de Portugal, que com o ato, passou a reinar sem o regente.
Esse ato teve como principal objetivo a transferência de poder para Pedro II para que esse, embora inexperiente, pudesse pôr fim a disputas políticas que abalavam o Brasil mediante sua autoridade. Acreditavam que com a figura do imperador deteriam as revoltas que estavam ocorrendo no país, como a Revolta do Ano da Fumaça, Revolta de Carrancas, Guerra dos Farrapos, a Sabinada, a Cabanagem, a Revolta dos Malês e a Balaiada.
Para auxiliar o novo imperador, foi instaurado o Ministério da Maioridade, de orientação liberal, conhecido como o Ministério dos Irmãos, pois era formado, entre outros, pelos irmãos Andrada — Antônio Carlos e Martim Francisco, de São Paulo — e os irmãos Cavalcanti — futuros Viscondes de Albuquerque e de Suassuna, de Pernambuco.

## Ascensão de Pedro II ao tronode jure
Pressionado pela opinião pública e pelas elites agrárias, o Imperador Pedro I (1798–1834) abdicou o trono no dia 7 de abril de 1831, e deixou seu filho, Pedro de Alcântara (1825–1891), de seis anos como herdeiro brasileiro.

### Contexto de crise do 1.º reinado
Marcado por crises econômicas, sociais e políticas, o Primeiro Reinado antecedeu o período regencial e o Governo de Pedro II. Nesse período, foram definidas as regras do sistema eleitoral brasileiro, a partir da Constituição de 1824, também foi criada a Assembleia Geral, órgão máximo do poder Legislativo, e composta pelo Senado e pela Câmara dos Deputados.

Houve também uma aproximação entre o estado e a religião. A influência da Igreja Católica sobre as relações políticas nacionais refletiu na exigência de que os clérigos eram equiparados a funcionários públicos e receberiam renda do império. Além disso, as decisões tomadas pela Igreja deveriam passar pelo imperador.

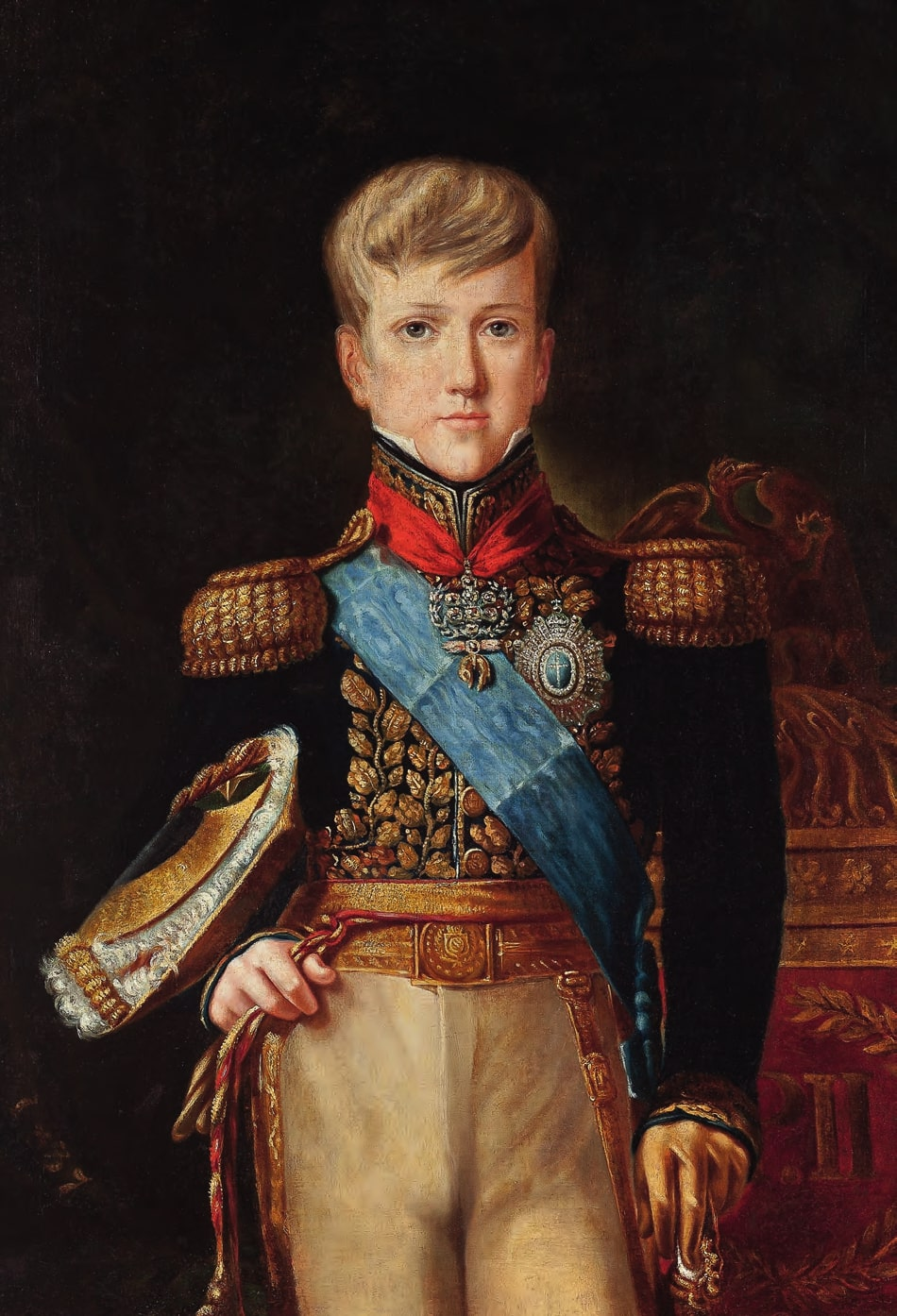
O imperador Pedro II na adolescência vestindo o uniforme imperial de gala, por Félix Émile Taunay, no Museu Imperial

O declínio e o fim do Primeiro Império está relacionado com inúmeras situações, entre elas, estão a situação em Portugal, a oposição liberal brasileira e a perda da Cisplatina.

#### Guerra da Cisplatina
Quando uruguaios ocuparam a Província Cisplatina, com a ajuda do governo argentino, crises políticas agravaram o governo de Pedro I. Houve a perda da Província e uma crise econômica foi gerada a partir da recuperação da produção do açúcar pelas colônias espanholas. Além disso, as mesmas conseguiram sua independência e normalizaram a exportação.
Visando sanar os déficits após a derrota na Guerra da Cisplatina (1825 – 1828), Pedro I desencadeou mais descontentamento ao emitir desenfreadamente papel-moeda. Assim, surgiu a inflação e as camadas mais pobres da população perderam o poder aquisitivo.

#### Crise sucessória da coroa em Portugal
Após a Guerra da Cisplatina João VI nomeou Pedro, seu sucessor em Portugal. Pedro I aceitou e retorna a Portugal para tornar-se Pedro IV de Portugal, em maio de 1826. Porém, com a nova constituição brasileira, era proibido que o novo imperador do país detivesse ao mesmo tempo o título regente de Portugal.
Um mês depois de coroado rei português, Pedro I abdicou ao trono e garantiu a sucessão à sua primogênita, Maria II. Assim, o imperador retornou ao Brasil, onde encontrou um ambiente político desorganizado e enfraquecido.

#### Oposições no Brasil
Com seu envolvimento na linha sucessória de Portugal, Pedro I se viu perdido entre os povos. Para os portugueses, ele foi o herdeiro da Coroa, enquanto para os brasileiros, ele não deveria ter nenhum vínculo com o outro país. Mesmo após ter abdicado na linha do trono e passá-lo para sua filha mais velha, foi recebido por uma forte oposição no Brasil.
Piorando após a perda da Província Cisplatina, a situação na qual o imperador se encontrava ia desde dificuldades financeiras, por conta da falência do primeiro Banco do Brasil (1829), até problemas pessoas.
Com uma imagem cada vez mais desgastada, no país emergira inúmeras manifestações de protestos contra o Primeiro Reinado.
A partir de 1835, começou a ganhar força a ideia de antecipar a ascensão do jovem Pedro de Alcântara ao trono imperial. Os grandes proprietários de terras e escravos viam com desconfiança o processo de descentralização político-administrativa iniciado pelas autoridades do período regencial. Ao mesmo tempo, as revoltas sociais que rebentaram em várias províncias exigiam alguma medida que garantisse a ordem e a paz social. Formava-se o consenso político de que somente o restabelecimento da autoridade monárquica poderia conter os excessos dos poderes locais e apaziguar as dissensões.

### Período regencial
Com a maioridade inicialmente definida para 21 anos, de acordo com a Constituição de 1824, foi preciso esperar o novo Imperador atingir a maioridade. Esse período de espera foi nomeado Período Regencial.
Entre 1831 e 1840, o Brasil passou por uma transição na qual o país foi governado por regentes, aguardando Pedro de Alcântara atingir a idade necessária. Considerado um dos períodos com mais crises do Império, o país passou por uma experiência de descentralização, grande polaridade partidária e experimentou diversas revoltas.
Nesse meio tempo, Pedro de Alcântara recebeu ajuda de José Bonifácio (1763 — 1838), para subir ao trono.
O Período Regencial, que durou nove anos pode ser dividido em Regência Trina Provisória (1831), Regência Trina Permanente (1831-1835), Regência Una de Feijó (1835-1837), Regência Una de Araújo Lima (1837-1840).
Nesse período, ocorreu também a expansão da cultura cafeeira no Vale do Paraíba, com o surgimento dos “barões de café”. Com a finalidade de desenvolver uma política cultural para o país, são criados o Colégio de Pedro II e o Instituto Histórico e Geográfico Brasileiro.

#### Regência Trina Provisória (1831)
Após um encontro entre deputados e senadores, no Rio de Janeiro, foi criada a primeira Regência, composta por Francisco de Lima e Silva, Nicolau Vergueiro e José Joaquim Carneiro dos Campos.
Entre as principais medidas tomadas pelo novo Governo, foi decretado anistia para todos presos condenados ou sentenciados por crimes políticos, e foi aprovada uma lei que determinava limites ao poder dos regentes.

#### Regência Trina Permanente (1831-1835)
Composta também por Francisco de Lima e Silva, a nova Regência colocou os militares no poder e aprovou uma série de reformas na Constituição. Nesse período, surgiu o Código do Processo Criminal, a primeira medida inserida no chamado “avanço liberal”, em novembro de 1832.

#### Regência Una de Feijó (1835-1837)
Por conta do Ato Adicional, foi realizada uma eleição para escolher o candidato à Regente Único. Entre os candidatos com mais destaques, estavam o paulista Diogo Antônio Feijó e o pernambucano Antônio Francisco de Paula de Holanda Cavalcanti de Albuquerque.
Com uma pequena diferença de votos, Feijó venceu Cavalcanti, e tomou posse em dia 12 de outubro de 1835. Ele e seus companheiros criaram um novo partido, o Progressista. Como oposição a ele, foi criado o partido Regressista, que desejava a situação anterior ao Ato Adicional.

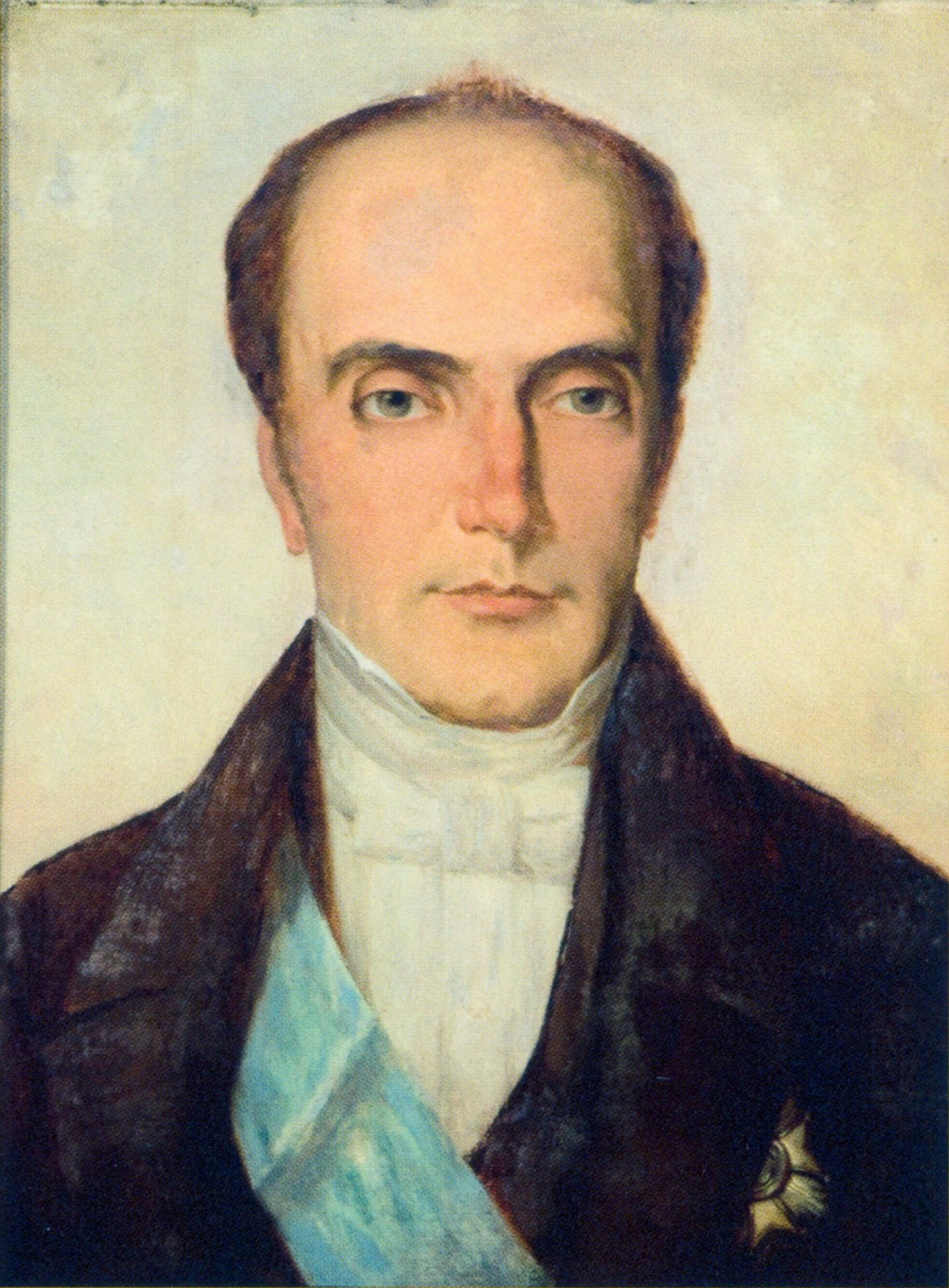
O regente único Pedro de Araújo Lima, de Pernambuco, um conservador "calmo, ponderado e tolerante".

Nesse contexto, o partido Regressista deu origem ao partido Conservador, enquanto o partido do regente deu origem ao partido Liberal. O período foi caracterizado por instabilidades políticas, democracia e projeto de liberdade, e terminou com a renúncia de Feijó no dia 19 de setembro de 1837.

#### Regência Una de Araújo Lima (1837-1840)
A segunda eleição para Regente Único aconteceu em 1838, e o então Ministro da Justiça, Araújo Lima, é eleito com grande maioria dos votos. Assim, os regressistas se instalaram no poder.
Para o partido, o objetivo era restaurar a autoridade estatal, fortalecer o Executivo e eliminar a desordem que se espalhava pelo país. Ao mesmo tempo, nesse período, a Sabinada estourava na Bahia, em 1837.
Após a Balaiada, no Maranhão, os políticos sentiram a necessidade de fortalecer a autoridade e preservar a posição dos partidos. Com medo de perder espaço político para os opositores, os regressistas queriam a restauração da segurança pública e privada.
A essa altura, já era grande o apoio popular à antecipação da maioridade. A imprensa participou do movimento e folhetos eram colados nos muros e espalhados pelo Rio de Janeiro. Um dos versos cantados nas ruas era:
| “ | Queremos Dom Pedro II Embora não tenha idade. A nação dispensa a Lei, E viva a maioridade! | ” |

## Ascensão de Pedro II ao tronode facto
A manobra política aconteceu quando Pedro II não tinha ainda idade suficiente para ascender ao trono. Elaborou-se então, no Poder Legislativo, projeto antecipando a sua maioridade para pôr fim às disputas políticas que estavam em curso nesse período.

### A Campanha pela Antecipação da Maioridade
Conhecido como o Clube da Joana, os grupos de "palacianos" exerceram influência sobre a família real e sobre o Príncipe herdeiro. Conservadores, para eles a desordem devia-se aos excessos de liberdade por conta do Ato Adicional. Em 1840, foi criada a Sociedade Promotora da Maioridade, que logo passou a se chamar Clube da Maioridade.
Assim, a campanha ganhou a Câmara e o Senado. Além disso, havia diversas manifestações populares.
Para antecipar o Governo de Pedro II, os representantes liberais apresentaram à Assembleia Geral um projeto de declaração da maioridade.
Apesar de o Governo regencial ter tentado ganhar tempo, os deputados formaram uma comissão e pediram ao próprio imperador que concordasse em assumir. Após aceitar, em 23 de julho de 1840, prestou juramento à Assembleia Geral:

#### Proclamação da Assembleia Geral ao povo sobre amaioridade
Brasileiros!

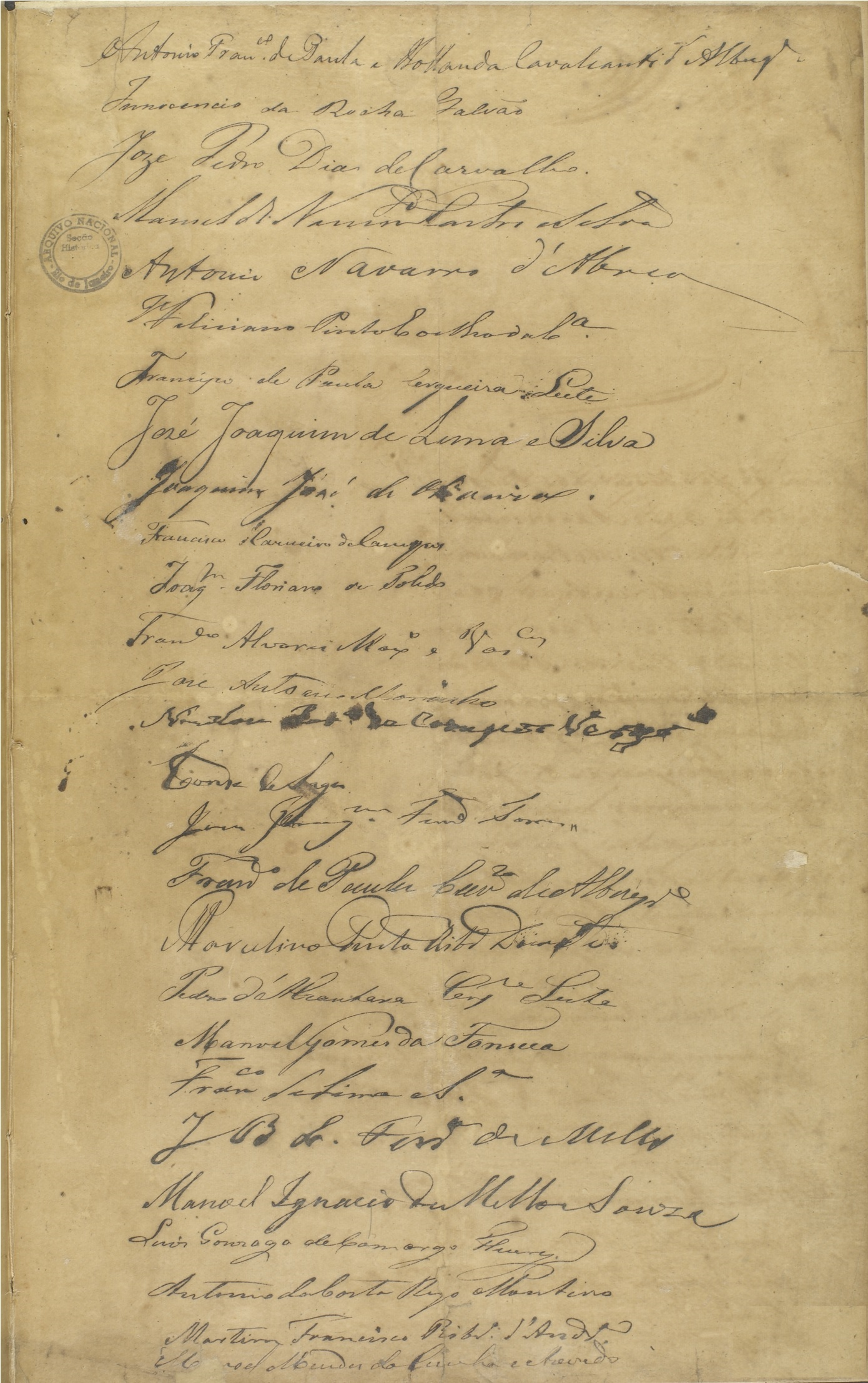
Página do abaixo-assinado encaminhado por deputados e senadores do Império questionando a legitimidade do regente e defendendo que d. Pedro II assumisse o trono, 22 de julho de 1840. Arquivo Nacional.

A Assembleia Geral Legislativa do Brasil, reconhecendo o feliz desenvolvimento intelectual de S.M.I. o Senhor D. Pedro II, com que a Divina Providência favoreceu o Império de Santa Cruz; reconhecendo igualmente os males inerentes a governos excepcionais, e presenciando o desejo unânime do povo desta capital; convencida de que com este desejo está de acordo o de todo o Império, para conferir-se ao mesmo Augusto Senhor o exercício dos poderes que, pela Constituição lhe competem, houve por bem, por tão ponderosos motivos, declará-lo em maioridade, para o efeito de entrar imediatamente no pleno exercício desses poderes, como Imperador Constitucional e Defensor Perpétuo do Brasil.
Brasileiros! Estão convertidas em realidades as esperanças da Nação; uma nova era apontou; seja ela de união e prosperidade. Sejamos nós dignos de tão grandioso benefício.
Paço da Assembleia Geral, 23 de julho de 1840.
Nesta mesma data, o imperador realiza juramento perante a Assembleia Geral, nos seguintes termos:
"Juro manter a religião Católica Apostólica Romana, a integridade e indivisibilidade do Império, observar e fazer observar a Constituição política da nação brasileira, e mais leis do Império, e prover ao bem geral do Brasil, quanto em mim couber."
A coroação do novo imperador ocorreu no dia 18 de julho de 1841, na cidade do Rio de Janeiro. O evento encerrou apenas no dia 24 de julho.

## Consequências
Com a antecipação do Governo, a Regência foi extinta. Além de tirar do poder a Regência do Partido Conservador, a centralização do poder nas mãos de Pedro II permitiu a estabilização política do país, canalizando as atenções na figura do jovem imperador. Das revoltas regenciais que ainda subsistiam, a Balaiada terminou em 1841 e a Farroupilha em 1845.
O novo imperador do país nomeia, na sequência, seu primeiro Ministério, conhecido como Ministério da Maioridade ou Ministério dos Irmãos, formado pelos irmãos Antônio Carlos e Martim Francisco de Andrada, e pelos dois irmãos Cavalcanti, futuros Viscondes de Albuquerque e de Suassuna. 
O Ministério, formado por membros do Partido Liberal, foi responsável por dissolver a Câmara e convocar novas eleições ainda para o ano de 1840. Na eleição, na tentativa de derrubar a maioria conservadora, os apoiadores do Ministério da Maioridade não hesitaram em fazer uso da violência para garantir vitória, chamada pelos conservadores de "eleições do cacete". Ocorreram alterações no processo eleitoral e mesas eleitorais foram literalmente assaltadas. A fraude foi uma das principais características dessa eleição, na qual além de ter tido a contagem de votos alterada, também aceitava pessoas inexistentes e permitia e troca de identidade na hora de votar.
O Ministério da Maioridade teve curta duração, principalmente por conta do agravamento da guerra dos Farrapos, no Sul do Brasil, além da pressão inglesa para a extinção do tráfico negreiro. Surpreendendo as elites do país, o imperador dissolveu o Ministério da Maioridade liberal e convocou um conservador em 1841. A derrota dos liberais estabeleceu as bases para as revoltas liberais de 1842, uma tentativa de tomar o poder pela luta armada. Após a derrota, a política conservadora se estabeleceu definitivamente.